# Centro Canadiense de Arquitectura
El centro Canadiense de Arquitectura (en francés: Centre Canadien d'Architecture) es un museo de la arquitectura y el centro de investigación de lo que fue La Milla Cuadrada en Montreal, Quebec, Canadá. Fundado en 1979 por Phyllis Lambert (miembro de la célebre familia Bronfman), su misión consiste en sensibilizar al público en general sobre el papel de la arquitectura en la sociedad actual, promover la investigación en este campo y coadyuvar a la innovación en la práctica del diseño. Lambert es además presidente de la Junta de Síndicos y Mirko Zardini, director del Centro. Está ubicado en la calle Baile, 1920 de Montreal.

## Historia
El Centro Canadiense de Arquitectura fue diseñado por el arquitecto montrealés Peter Rose. Terminado en 1989, se incorporó la Casa Shaughnessy, complejo construido por Thomas Shaughnessy. La Casa Shaughnessy fue terminada por William Thomas Tutin, un arquitecto de Montreal, en 1876. 
El centro recibió el Premio de Honor de Arquitectura del Instituto Americano de Arquitectos y medallas del Gobernador General en Arquitectura en 1992.
La mayoría de las habitaciones de la mansión se han restaurado a su estado original de 1874. El centro ofrece visitas adaptadas a grupos específicos y programas educativos, además existen programas donde se desarrollan talleres, proyectos de investigación, exposiciones, entre otros.

## Fondos del museo
Posee vastas colecciones de libros y objetos que muestran varios aspectos del entorno de la construcción y determinados aspectos del diseño industrial. Dentro de las colecciones generales, cuenta con colecciones especiales, tales como las relativas a los juegos de arquitectura para niños, exposiciones universales y arquitectos importantes como Ernest Cormier, Peter Eisenman, Erickson Arthur, John Hejduk, Cedric Price, Aldo Rossi, James Stirling y el artista Gordon Matta-Clark.
El centro realiza espectáculos regulares para la investigación sobre cuestiones temáticas, diferentes aspectos de sus colecciones, y alberga exposiciones itinerantes de otros museos. También cuenta con una extensa librería, una sala de conciertos, y unos jardines bien planificados. El jardín de la escultura que se encuentra al otro lado del René Lévesque Boulevard ofrece una escala completa de fantasmas, como la cubierta inferior de la parte inferior de la mansión Shaughnessy, y una variedad de esculturas modernistas o construcciones que se desarrollan en torno al tema de la arquitectura.

### Biblioteca
La biblioteca del Centro de investigación está abierta al público, pero solo con cita previa. Celebró su vigésimo aniversario en 2009.